# حبق إلنبيكي
حبق إلنبيكي (الاسم العلمي:Ocimum ellenbeckii) هو نوع من النباتات يتبع جنس الحبق من الفصيلة الشفوية.
سمي هذا النوع نسبةً إلى عالم النبات لألماني هانز ديتر إلنبيك (بالإنجليزية: Hans-Dieter Ellenbeck)‏ (1912 - 1992).